# 花佩菊属
花佩菊属（学名：Faberia）是菊科下的一个属，为草本植物。该属共有5种，分布于中国西南部等地。